# وادي بني بربار
وادي بني بربار هو واد في الجزائر، ويقعُ تحديدًا في منطقة النمامشة في الساحل، وهي منطقة شبه قاحلة شمال الصحراء. يأتي منبعهُ من في جبل متريد وجبل موسى.  يبلغ متوسط ارتفاع النهر 81 متر (266 قدم) فوق مستوى سطح البحر، وقد سُمِّي الوادي على اسم قبيلة بني بربر، التي غزت واستقرت في المنطقة في العصور الوسطى. الوادي عبارة عن إفجيج، تحده وديان قوية نسبيًا، والتي تتحول في موسم الأمطار إلى جداول. خلال فترة الإمبراطورية الرومانية، تم نصب تمثال للإمبراطور سيبتيموس سيفيروس في الوادي.